# Репкор
Репкóр (Rapcore) — музичний жанр, характерною рисою є реп із важким звучанням року. Першими представниками жанру були  Run DMC, Public Enemy, Cypress Hill. Найбільшої популярності набув у середині/кінці 1990-х — на початку 2000-х років. Саме тоді з'явился такі визначні представники жанру, як Hed PE, Insolence, Downset.
Є одна окрема течія репкору — френчкор (Frenchcore).

## Представники
- Limp Bizkit
- Hollywood Undead
- Rage Against the Machine
- Linkin Park
- NX Zero
- P.O.D
- Deuce
- Дайте2
- Clawfinger
- Zebrahead
- Crazy Town
- Hed PE
- Cartel de Santa
- Control Machete
- Cypress Hill
- The Bloodhound Gang
- Casper
- Guano Apes
- Nofacez
- Blood on the Dance Floor
- Atakama
- Ninth Skill
- Noize MC
- Pleymo
- Dog Eat Dog
- Kazik Na Żywo
- Nevada-Tan
- Skindred
- Molotov
- Papa Roach
- One Day as a Lion
- Тартак (гурт)
- ТНМК
- Роллік'с
- Kid Rock
- Methods of Mayhem